# Bill Justis

Internationaler Erfolg mit Raunchy auf Phillips Int.

William Everett „Bill“ Justis Jr. (* 14. Oktober 1926 in Birmingham, Alabama; † 15. Juli 1982 in Nashville, Tennessee) war ein US-amerikanischer Saxophonist, Orchesterleiter, Songwriter, Arrangeur und Schallplattenproduzent. Mit seiner Komposition Raunchy hatte er einen Welterfolg.

## Musikalische Laufbahn
Justis wuchs in Memphis (Tennessee) auf und studierte dort am Christian Brothers College sowie an der Tulane University in New Orleans Musik. Er lernte Trompete und Saxophon zu spielen und trat schon während seiner Studienzeit zusammen mit Jazzbands und bei Tanzveranstaltungen auf. In Memphis machte er die Bekanntschaft mit Sam Phillips, Inhaber der Schallplattenfirma Sun Records. Dieser stellte Justis als Arrangeur ein, der unter anderem bei den Produktionen von Platten bei Johnny Cash und Jerry Lee Lewis mitwirkte.
1957 stellte Justis ein eigenes Orchester zusammen, bei dem er das Tenor-Saxophon spielte und daneben zwei Gitarristen, ein Bassist, ein Pianist und ein Schlagzeuger beteiligt waren. Am 5. Juni 1957 wurde mit dem Orchester im Sun Studio Memphis eine erste Single produziert. Sie wurde von der Schallplattenfirma Phillips International veröffentlicht und enthielt die Instrumentaltitel Raunchy und The Midnight Man. Die Interpretenangabe lautete „Bill Justis and His Orchestra“. Der von Justis in Zusammenarbeit mit Sid Manker komponierte Titel Raunchy entwickelte sich zu einem internationalen Hit. Beim US-Musikmagazin Billbord belegte das Instrumental die Plätze eins (Rhythm and Blues), zwei (Hot 100) und sechs (Country). In Kanada erreichte Raunchy Platz eins, in Großbritannien Platz elf. Zahlreiche Orchester übernahmen den Titel in ihr Repertoire, so Billy Vaughn, Ernie Freeman oder Bill Black. Auch auf der zweiten Single bei Phillips Int. erschienen 1958 zwei von Justis komponierte Titel. Das Stück College Man erreichte ebenfalls die Hot 100 (42.). Die beiden Erfolgstitel veranlassten Phillips 1958, eine erste Langspielplatte mit Bill Justis zu produzieren. Mit dem Vokalsong The Ways of a Woman in Love schrieb Justis 1958 einen weiteren Erfolgstitel, der von Johnny Cash gesungen bei Billboard die Plätze zwei (Country) und 24 (Hot 100) erreichte.
Bis 1959 war Justis bei Sun als Arrangeur und bei Philips mit seinem Orchester vertraglich gebunden. Danach kam es bei Sun zu Unstimmigkeiten, und Justis gründeten mit Play Me seine eigene Plattenfirma. Dort veröffentlichte er zwei selbst bespielte Singles, nach zwei Jahren gab er die Firma wieder auf. 1963 ging Justis nach Nashville, wo er bei Mercury Records einen Vertrag als Arrangeur und Produzent erhielt. Dort arbeitete er unter anderem mit Ray Charles, Roy Orbison und Bobby Vinton. Er selbst bekam bei dem Sublabel Smash Records Gelegenheit, weiter eigene Orchesteraufnahmen zu veröffentlichen.
1966 unternahm Justis einen ersten Versuch, in Los Angeles als Filmmusiker Fuß zu fassen. Er hatte damit keinen Erfolg und kehrte 1972 nach Nashville zurück. Dort gab ihm der Filmproduzent Jack Clement die Gelegenheit, für den Film Dear Dead Delilah die Musik zu schreiben. Weitere Filmmusiken folgten 1977 zu Smokey and the Bandit (Ein ausgekochtes Schlitzohr) und 1978 Hooper (Um Kopf und Kragen). 1981 lieferte er mit seinem Orchester die Filmmusik zu dem Streifen Take This Job and Shove It (Ein Senkrechtstarter kratzt die Kurve).
Bill Justis starb 1982 im Alter von 55 Jahren in Nashville an Krebs.

## US-Diskografie

### Vinyl-Singles
| A/B-Seite                                     | Katalog-Nr.   | Veröffentlichung |
| --------------------------------------------- | ------------- | ---------------- |
|                                               | Phillips Int. |                  |
| Raunchy / The Midnight Man                    | 3519          | September 1957   |
| College Man / The Stranger                    | 3522          | März 1958        |
| Wild Race / Scroungie                         | 3525          | März 1958        |
| Cattywampus / Summer Holiday                  | 3529          | Juni 1958        |
| Somehow Without You / The Picture             | 3533          | September 1958   |
| Bop Train / String Of Pearls-Cha Hot Cha      | 3535          | Oktober 1958     |
| Flea Circus / Cloud Nine                      | 3544          | Juli 1959        |
|                                               | Play Me       |                  |
| Sloochie / Teensville                         | 3519          | 1959             |
| Blowing Rock / Boogie Woogie Rock             | 1119          | 1960             |
|                                               | Smash         |                  |
| Tamoure / I’m Gonna Learn To Dance            | 1812          | März 1963        |
| Sunday In Madrid / Satin And Velvet           | 1851          | September 1963   |
| Lavendar Sax / Fia, Fia                       | 1902          | April 1964       |
| How Soon? / Ska-Ha                            | 1955          | November 1964    |
| Alley Cat / Green Onions                      | 1401          | Februar 1965     |
| The Last Farewell / Late Game                 | 1977          | März 1965        |
|                                               | Monument      |                  |
| So Until I See You / Yellow Summer            | 956           | Juli 1966        |
| Sea Dream / Touching, Feeling, Dreaming       | 8699          | April 1976       |
|                                               | Bell          |                  |
| Electric Dreams / Dark Continent Contribution | 921           | 1970             |
|                                               | MCA           |                  |
| Foxy Lady / Orange Blossom Special            | 40810         | September 1977   |

### Langspielplatten
| Titel                           | Katalog-Nr.        | Veröffentlichung |
| ------------------------------- | ------------------ | ---------------- |
| Cloud Nine                      | Phillips Int. 1950 | 1958             |
| Alley Cat – Green Onions        | Smash 67021        | September 1962   |
| Telstar – The Lonely Bull       | Smash 67030        | Januar 1963      |
| Cast Your Fate to the Wind      | Smash 67031        | Februar 1963     |
| Tamouré Pipeline                | Smash 67036        | August 1963      |
| 12 Other Instrumental Hits      | Smash 67043        | Februar 1964     |
| Dixieland Folkstyle             | Smash 67047        | August 1964      |
| More Instrumental Hits          | Smash 67065        | Februar 1965     |
| A Taste Of Honey / The In Crowd | Smash 67077        | Januar 1966      |
| The Eternal Sea                 | Monument 18078     | Mai 1967         |
| Voices in Love                  | Monument 18108     | 1969             |
| Raunchy                         | Sun Int. 109       | 1969             |

## Charts und Chartplatzierungen

### Alben
| Jahr | Titel                                                 | Höchstplatzierung, Gesamtwochen, AuszeichnungChartsChartplatzierungen (Jahr, Titel, Platzierungen, Wochen, Auszeichnungen, Anmerkungen) | Anmerkungen |
| Jahr | Titel                                                 | US | Anmerkungen |
| ---- | ----------------------------------------------------- | --- | ----------- |
| 1962 | Alley Cat – Green Onions                              | US94 (8 Wo.)US |             |
| 1963 | Alley Bill Justis Plays 12 More Big Instrumental Hits | US89 (6 Wo.)US |             |

### Singles
| Jahr | Titel Album   | Höchstplatzierung, Gesamtwochen, AuszeichnungChartplatzierungen (Jahr, Titel, Album, Platzierungen, Wochen, Auszeichnungen, Anmerkungen) | Höchstplatzierung, Gesamtwochen, AuszeichnungChartplatzierungen (Jahr, Titel, Album, Platzierungen, Wochen, Auszeichnungen, Anmerkungen) | Anmerkungen |
| Jahr | Titel Album   | UK | US | Anmerkungen |
| ---- | ------------- | --- | --- | ----------- |
| 1957 | Raunchy –     | UK11 (8 Wo.)UK | US3 (20 Wo.)US |             |
| 1958 | College Man – | — | US42 (8 Wo.)US |             |